# Baixa da Pedrinha
A Pedrinha localiza-se no oceano Atlântico, na freguesia da Almagreira, concelho da Vila do Porto, na ilha de Santa Maria, nos Açores.

## Formação Geológica
Esta afloramento rochoso marítimo encontra-se a sudoeste da baía da Praia, a cerca de 1 milha náutica da costa e a aproximadamente 3 milhas náuticas do porto da Vila do Porto.
Este acidente geológico apresenta correntes marinhas tendencialmente fortes, principalmente no Inverno, sendo que no Verão são mais moderadas mas não de desprezar.
As formações geológicas são principalmente rochas de variados tamanhos com fendas nas paredes que fornecem aceso a curiosas cavernas terminadas em arcos e desfiladeiros.
Os fundo marinhos locais são principalmente constituídos por escoadas lávicas cuja morfologia muito irregular e heterogénea devido à constante mistura de cavidades e tubos de lava que dão origem a grutas.
A grande presença de fracturas geológicas, o fundo dotado de grandes blocos, a presença de altas paredes, de grutas, de arcos, de zonas com acumulação de areia e mesmo a acumulação de pequenos blocos, fazem deste local sub-aquático um local excepcional não só para o mergulho da vida marinha, mas da própria geologia em si.
Entre a fauna característica e a que mais se evidência estão os meros, os badejos e os peixes-cão. Nas rochas e desfiladeiros surgem como principal predominância os camarões, as vejas, as salemas, as garoupas, os peixes-rainha, os peixes-rei, as castanhetas-pretas. Aos 15 metros de profundidade surgem os cardumes de bicudas, de patruças e de lírios. Nas épocas de Verão é costuma surgirem cardumes de jamantas. A flora é dominada pela exuberância de algas "Padina pavonica".

## Fauna e flora
A Fauna dominante deste baixa são as Garoupas ("Serranus atricauda"), Salemas ("Sarpa salpa"), Vejas ("Spansoma cretense"), Peixes-balão ("Sphoeroldes marmoratus"), Castanhetas-amarelas ("Chromis limbata"), Peixes-rei ("Coris julis") e Peixes-rainha ("Thalassoma pavo"), sendo assim esta formação dotada de uma riqueza biológica bastante grande.
Além das espécies mencionadas é ainda possível encontrar-se toda uma enorme variedade de fauna e flora marinha em que convivem cerca de 86 espécies diferentes, sendo que o Índice de Margalef, ronda os 9.6. Entre elas referem-se:
- Água-viva ("Pelagia noctiluca")
- Alga vermelha ("Asparagopsis armata")
- Alga castanha ("Dictyota dichotoma")
- Alga Roxa - ("Bonnemaisonia hamifera")
- Anêmona-do-mar ("Alicia mirabilis")
- Alface do mar ("Ulva rígida")
- Ascídia-flor ("Distaplia corolla")
- Barracuda ("Sphyraena")
- Boga ("Boops boops")
- Bodião ("labrídeos")
- Bicuda
- Caravela-portuguesa ("Physalia physalis")
- Chicharro ("Trachurus picturatus")
- Caranguejo-eremita ("Calcinus tubularis")
- Craca  ("Megabalanus azoricus")
- Estrela-do-mar ("Ophidiaster ophidianus")
- Jamanta
- Lapa  ("Docoglossa")
- Lírio ("Campogramma glaycos")
- Mero ("Epinephelus itajara")
- Musgo ("Pterocladiella capillacea")
- Ouriço-do-mar-negro ("Arbacia lixula")
- Ouriço-do-mar-roxo ("Strongylocentrotus purpuratus")
- Patruça
- Peixe-cão ("Bodianus scrofa")
- Peixe-porco ("Balistes carolinensis")
- Polvo ("Octopus vulgaris")
- "Pomatomus saltator"
- "Padina pavonica"
- Ratão ("Taeniura grabata")
- Salmonete ("Mullus surmuletus")
- Solha ("Bothus podas maderensis")
- Sargo ("Dictyota dichotoma")
- Toninha-brava  ("Tursiops truncatus")
- Tartaruga-careta ("Caretta caretta")
- "Zonaria flava"